# Camp Casey
Camp Casey ist ein Stützpunkt der US Army im südkoreanischen Dongducheon, etwa 40 Meilen nördlich der Hauptstadt Seoul. Er beheimatet das Hauptquartier der 210th Fires Brigade (210. Artilleriebrigade) der 2. US-Infanteriedivision, dem Kernverband der 8. US-Armee.
Camp Casey wurde 1952 nach Major Hugh Boyd Casey benannt, der im Koreakrieg bei einem Flugzeugabsturz nahe dem Stützpunkt ums Leben kam und Träger des Distinguished Service Cross war.
Die Basis ist eine von vielen Stützpunkten der Army nahe der Demilitarisierten Zone (DMZ) an der Grenze zu Nordkorea, wie zum Beispiel Camp Castle und das benachbarte Camp Hovey, wo starke Kräfte der 2. US-Infanteriedivision konzentriert sind.
Camp Casey hat eine Fläche von rund 14 Quadratkilometern und bietet Unterkünfte für 6300 Soldaten und 2500 Zivilangestellte.

## Auftrag
Der Stützpunkt bildet an der DMZ eine starke Militärpräsenz, um so primär gegen etwaige Invasionspläne von außen abschreckend zu wirken, und sekundär, um im Kriegsfall die Landesverteidigung Südkoreas zu unterstützen. Damit leistet die Basis einen Beitrag zur territorialen Integrität Südkoreas und zum Bündnis zwischen Südkorea und den Vereinigten Staaten.

## Stationierte Einheiten
- , Hauptquartier der 210th Fires Brigade, 210. Artilleriebrigade der 2. US-Infanteriedivision
  - 702nd Brigade Support Battalion, 702. Brigadeunterstützungsbataillon
  - 579th Signal Company, 579. Fernmeldekompanie

## Leben auf dem Stützpunkt
Soldaten, die in Camp Casey stationiert sind, müssen sich für mindestens ein Jahr verpflichten und erhalten eine Erschwerniszulage von monatlich 150 USD. Alle Soldaten sind innerhalb der Basis untergebracht und haben nur Ausgang bis spätestens Mitternacht. In regelmäßigen Notfallübungen müssen die Soldaten innerhalb von Minuten ihre Gefechtsbereitschaft herstellen. Das Rotlichtviertel der Garnisonsstadt Tongduchon befindet sich direkt vor dem Haupttor der Basis.